# Rhododendron lapponicum
Rhododendron lapponicum là một loài thực vật có hoa trong họ Thạch nam. Loài này được (L.) Wahlenb. miêu tả khoa học đầu tiên năm 1812.

## Hình ảnh

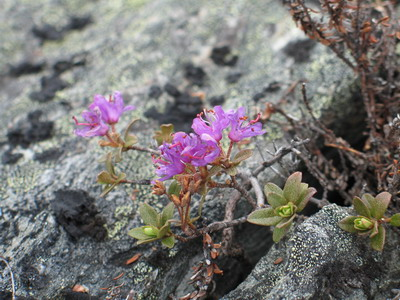
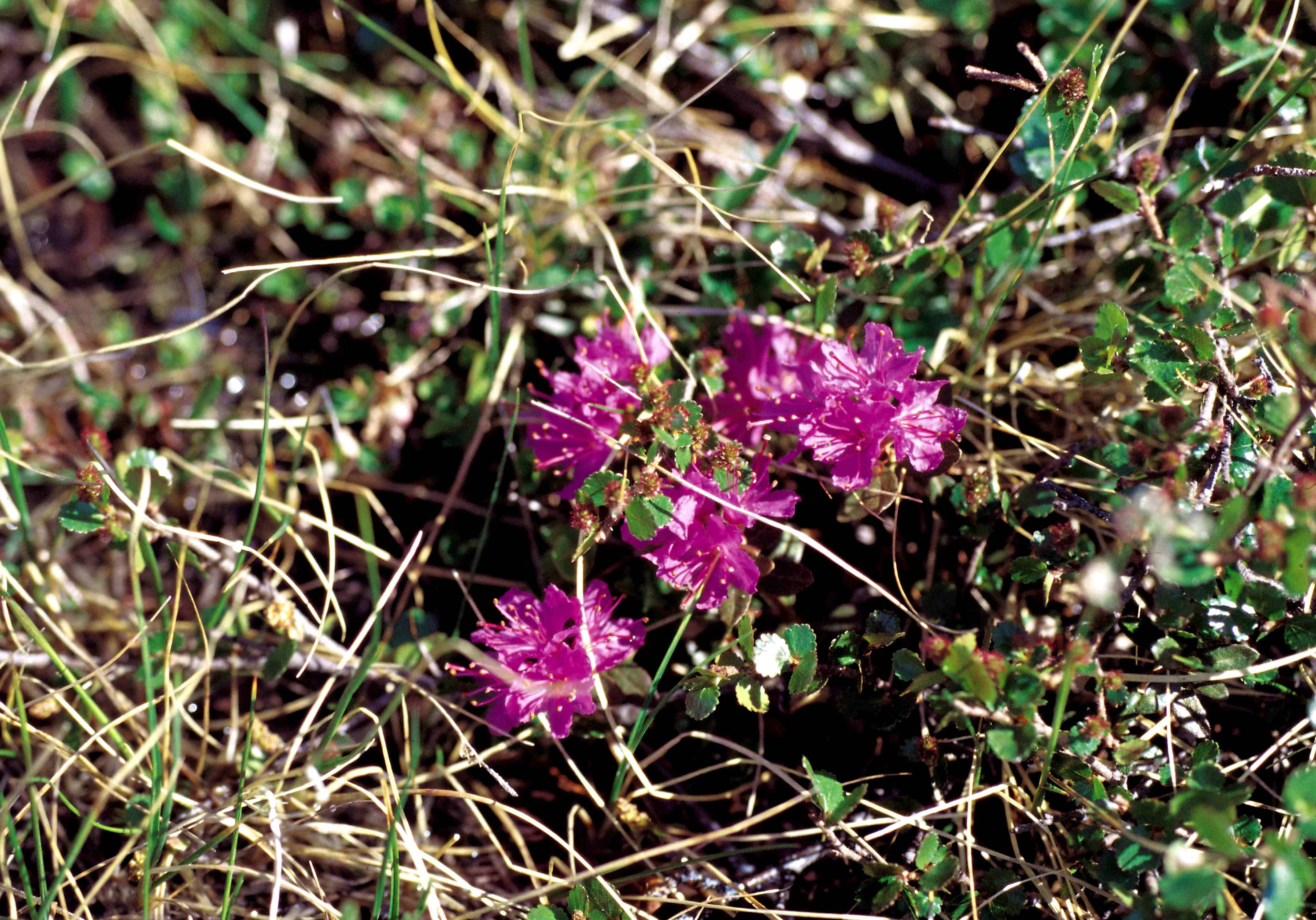
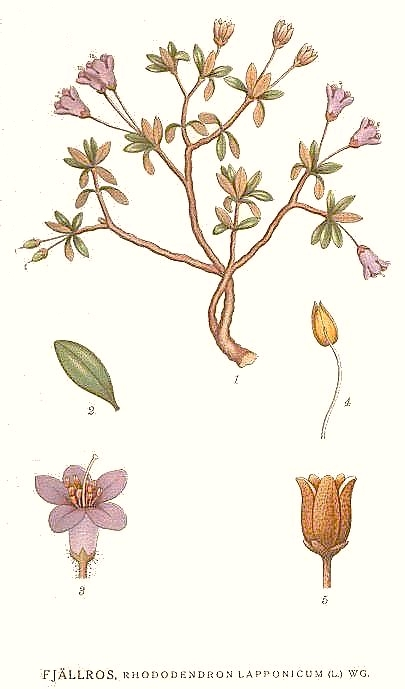
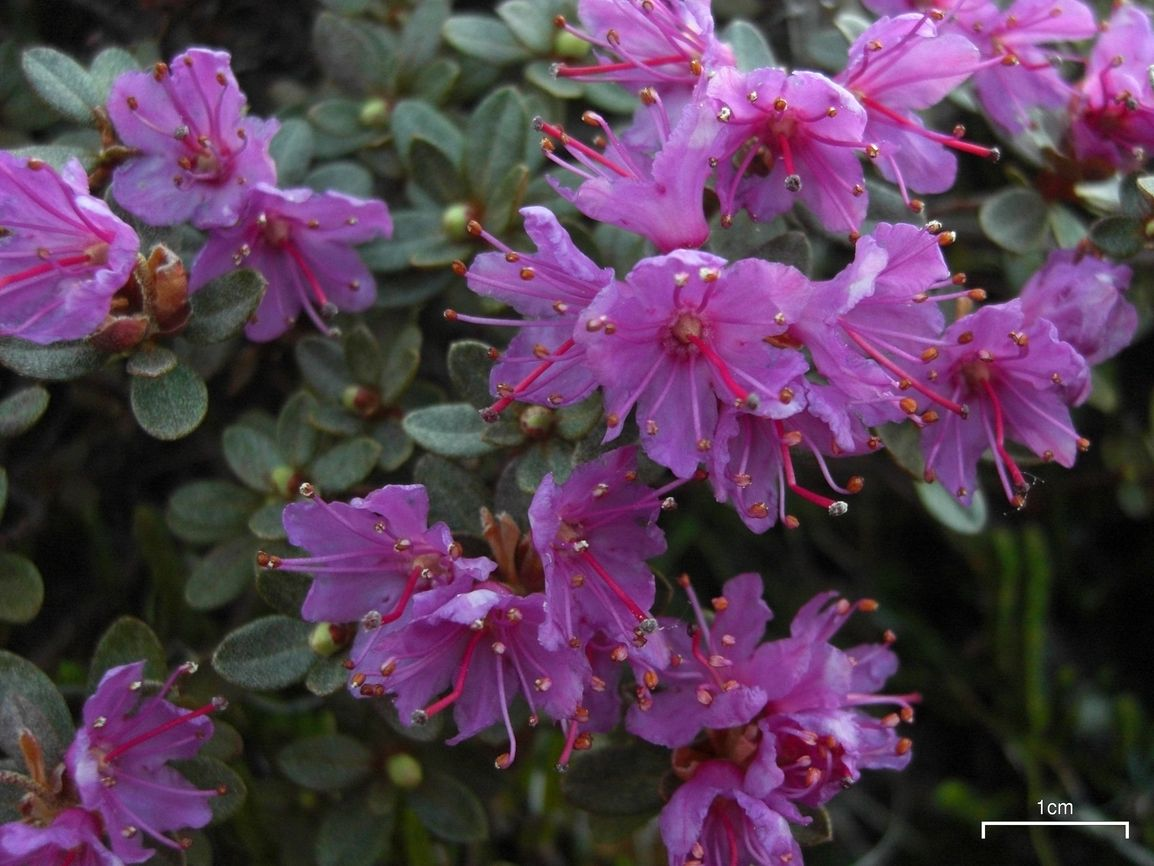